# Jean Albert-Sorel
Jean Albert-Sorel, né le 7 novembre 1902 à Paris et mort le 10 avril 1981 à Équemauville, en France, est un avocat, journaliste et homme politique français, député de la deuxième circonscription de Paris de 1958 à 1962 comme indépendant et paysan.

## Biographie
Avocat, journaliste au Gaulois, au Journal des débats, à la Revue des deux mondes.
Petit fils d'Albert Sorel, et fils d'Albert-Emile Sorel, l'historien.
Historien lui-même, il est député de Paris, Résistant.
L’Académie française lui décerne le prix d’Académie en 1934 et 1944, le prix Marie-Eugène Simon-Henri-Martin en 1959 et le prix Broquette-Gonin en 1979.

## Décorations
- Médaille de la Résistance française (24 avril 1946)[2]
- Médaille commémorative des services volontaires dans la France libre
- Croix du combattant volontaire de la Résistance
- Croix de guerre 1939–1945
- Commandeur de l'ordre national du Mérite
- Chevalier de la Légion d'honneur